# Dokbrug
De Dokbrug is een draaibrug en rijksmonument in Middelburg in de provincie Zeeland. De brug is gelegen tussen Kinderdijk en Maisbaai.

## Geschiedenis
De dubbele ijzeren draaibrug werd in 1876 geconstrueerd door de ijzergieterij De Prins van Oranje te 's-Gravenhage. De twee geklonken stalen delen draaien bij het openen van de brug weg in de ter plaatse verlaagde kademuren. Op de draaiende delen ligt een houten verkeersdek en het brugdek heeft een smeedijzeren sobere reling. Op de kademuren staan slanke balusters met bollen aan de bovenzijde en die verbonden zijn met horizontele staven.
De brug met toebehoren kreeg in 1993 de status van rijksmonument vanwege de situering van cultuur- en architectuurhistorische en industrieel archeologische waarde.

## Fotogalerij

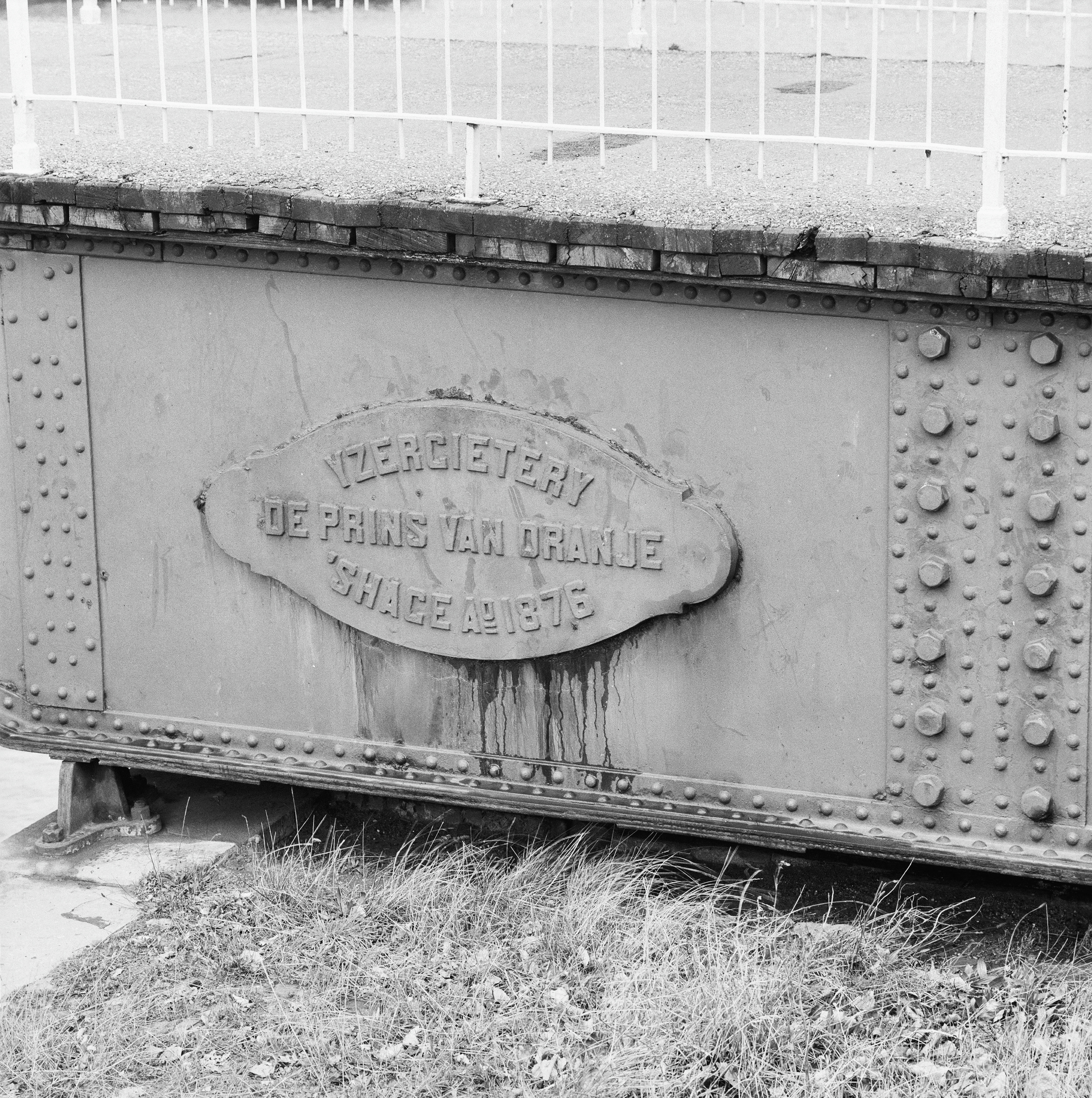
Naamplaat ijzergieterij
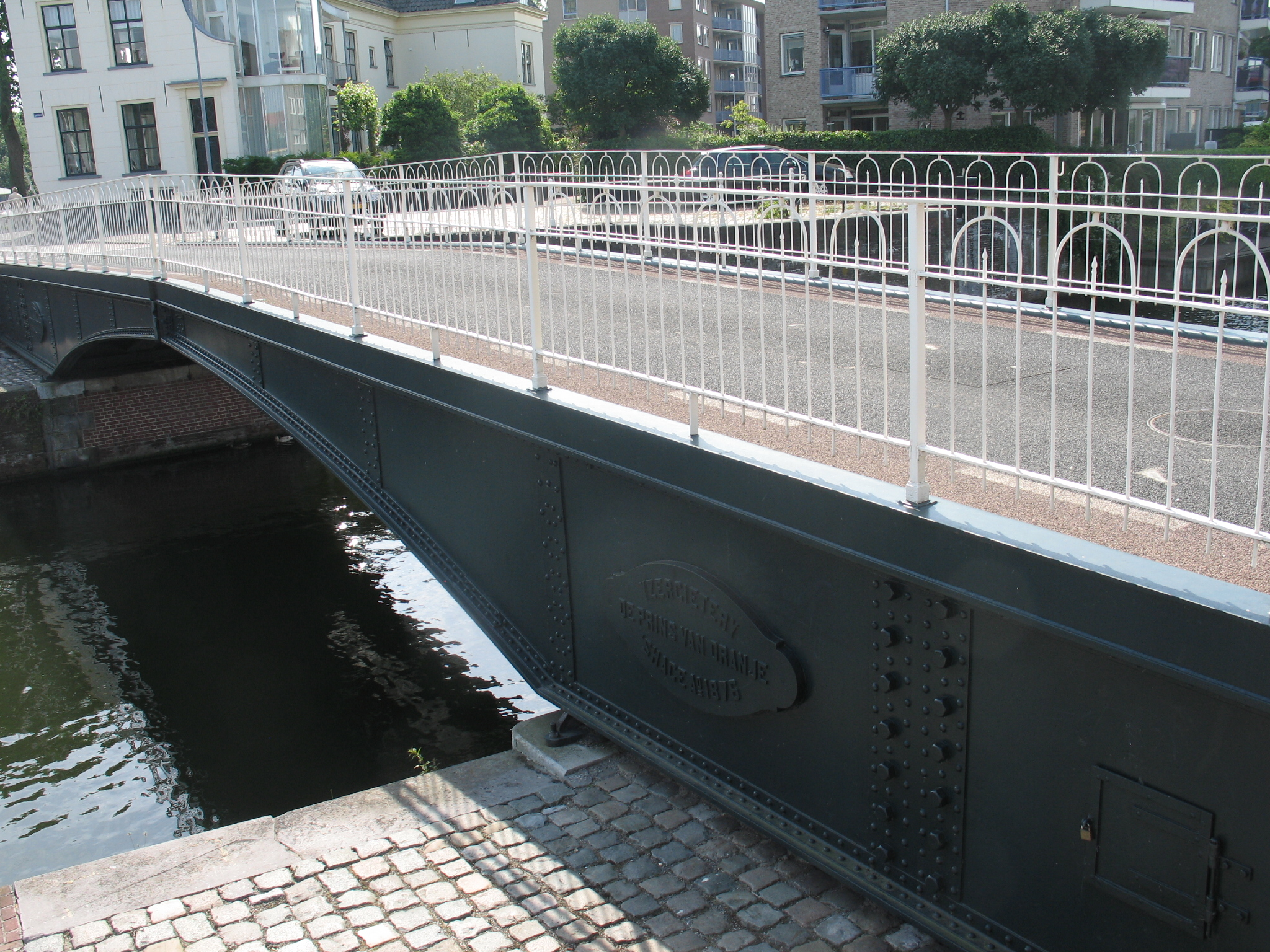
Zicht op de brug
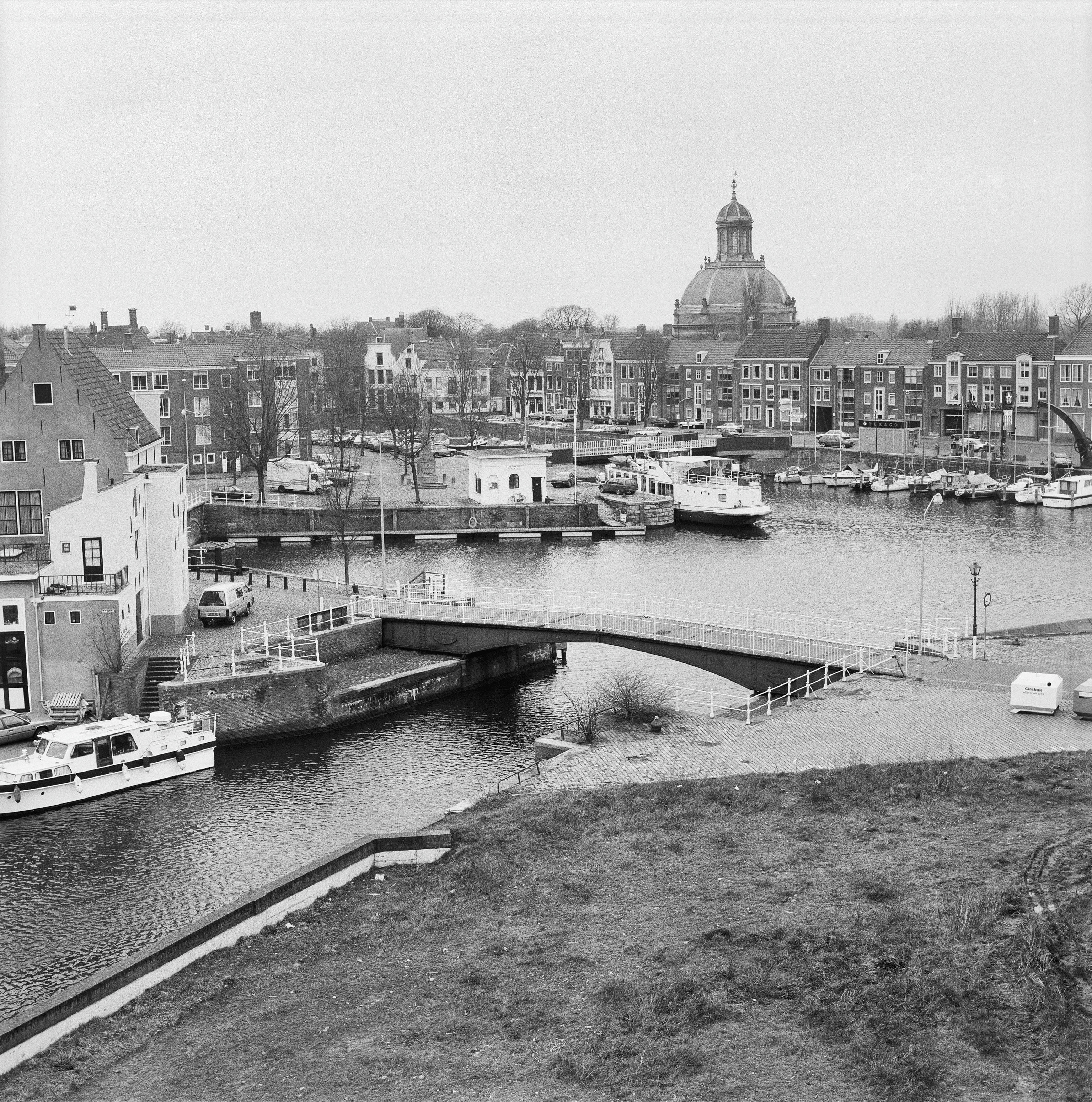
Overzicht omgeving